# 102ª Brigata di difesa territoriale
La 102ª Brigata autonoma di difesa territoriale "Colonnello Dmytro Vitovs'kyj" (in ucraino 102-га окрема бригада територіальної оборони імені полковника Дмитра Вітовського?, 102-ha okrema bryhada terytorial'noї oborony imeni polkovnyka Dmytra Vitovs'koho, unità militare А7030) è la principale unità delle Forze di difesa territoriale dell'Ucraina dell'oblast' di Ivano-Frankivs'k, subordinata al Comando operativo "Ovest" delle Forze terrestri.

## Storia
La brigata è stata creata il 30 gennaio 2018, ed ha svolto esercitazioni militari fra il 27 maggio e il 2 giugno 2019 richiamando i riservisti della regione di Ivano-Frankivs'k. È stata mobilitata in seguito all'invasione russa dell'Ucraina del 2022, contribuendo alla difesa dell'area fra Sivers'k e Bachmut nel corso dell'offensiva russa nel Donbass. Elementi dell'unità hanno preso parte alla battaglia per Lyman durante la controffensiva ucraina del settembre 2022. Successivamente è stata schierata nella regione di Zaporižžja, entrando in linea a fianco della 110ª Brigata di difesa territoriale nell'area di Huljajpole. Il 14 ottobre 2022 ha ricevuto la bandiera di guerra. Nel gennaio 2023, in occasione del quinto anniversario dalla sua creazione, la brigata è stata intitolata a Dmytro Vitovs'kyj, comandante militare della Repubblica Popolare Ucraina. Nello stesso periodo unità della brigata sono state sottoposte ad ulteriore addestramento presso Zaporižžja. Il 5 ottobre 2024 la brigata è stata insignita del titolo onorifico "Per il Valore e il Coraggio" da parte del presidente ucraino Volodymyr Zelens'kyj.

## Struttura
- Comando di brigata[11]
- 74º Battaglione di difesa territoriale (Jabulniv, unità militare А7126)[12]
- 75º Battaglione di difesa territoriale (Lysec', unità militare А7127)[13]
- 76º Battaglione di difesa territoriale (Nadvirna, unità militare А7135)[14]
- 77º Battaglione di difesa territoriale (Hvizdec', unità militare А7153)[15]
- 78º Battaglione di difesa territoriale (Ivano-Frankivs'k, unità militare А7154)[16]
- 79º Battaglione di difesa territoriale (Kaluš, unità militare А7166)[17]
- 201º Battaglione di difesa territoriale (Verchovyna, unità militare А7370)[18]
- Battaglione sistemi senza pilota "Winged Leader"
  -  Compagnia droni "Arkan"
- Unità di supporto

## Comandanti
- Colonnello Jurij Kopadze (gennaio 2018 - ottobre 2022)[19]
- Colonnello Volodymyr Lohvinenko (ottobre 2022 - marzo 2023)[20]
- Colonnello Volodymyr Martynjuk (aprile 2023 - dicembre 2023)[19]
- Colonnello Serhij Šuljak (dicembre 2023 - in carica)[21]